# 汉阳街道
汉阳街道是中华人民共和国贵州省毕节市赫章县下辖的一个街道办事处。2019年8月8日，设置汉阳街道。辖原双河街道的金田社区、银田社区、小山社区、黄泥社区、下街社区、卸旗社区、水坡村、硐上村和原达依乡的海马社区、娱乐社区。

## 行政区划
汉阳街道下辖以下村级行政区划单位：
黄泥社区、下街社区、小山社区、卸旗社区、金田社区、银田社区、娱乐社区、海马社区、水坡村、硐上村。